# لو چی کوان
لو چی کوان (انگلیسی: Lo Chi Kwan؛ زادهٔ ۱۸ مارس ۱۹۸۱) بازیکن سابق و مربی فوتبال اهل هنگ کنگ است.
از باشگاه‌هایی که در آن بازی کرده است می‌توان به باشگاه ورزشی کیتچی و باشگاه ایسترن اسپورتز اشاره کرد.
وی همچنین در تیم ملی فوتبال هنگ کنگ بازی کرده است.